# Telebasis livida
Telebasis livida là một loài chuồn chuồn kim trong họ Coenagrionidae.
Loài này được xếp vào nhóm Loài ít quan tâm trong sách Đỏ của IUCN năm 2007.
Telebasis livida được Kennedy miêu tả khoa học năm 1936.